# هيديو نينوميا
هيديو نينوميا (باليابانية: 二宮英雄) هو سباح ياباني، ولد في 28 نوفمبر 1937.

## وصلات خارجية
- هيديو نينوميا على موقع الاتحاد الدولي للسباحة (الإنجليزية)
- هيديو نينوميا على موقع أوليمبيديا (الإنجليزية)